# Сурхан (футбольний клуб)
Футбольний Клуб «Сурхан» (Термез) або просто «Сурхан» (узб. «Surxon» Termiz futbol klubi) — професіональний узбецький футбольний клуб з міста Термез, в Сурхандар'їнській області.

## Колишні назви
- 1968: «Чигарчі» (Термез)
- 1969—1973: «Автомобілчі» (Термез)
- 1974: «Спартак» (Термез)
- 1975—1983: «Автомобілчі» (Термез)
- 1984—1993: «Сурхан» (Термез)
- 1994—1996: «АСК» Термез
- 1997—2008: «Сурхан» (Термез)
- 2009—2010: «Динамо-Хамкор» (Термез)
- 2011: ФК «Термез»
- 2012–…: «Сурхан» (Термез)

## Історія
Футбольний клуб «Чигарчі» було засновано в місті Термез в 1968 році.
У 1969 році команда під назвою «Автомобілчі» (Термез) дебютував у середньоазійській зоні класу В Чемпіонату СРСР. У 1970 році, після того, як відбулася ще одна реорганізація футбольних ліг СРСР, клуб потрапив до Другої нижчої ліги Чемпіонату СРСР, але в 1971 році повернувся до нещодавно створеної 5-ї зони Другої ліги Чемпіонату СРСР. У 1974 році клуб виступав під назвою «Спартак» (Термез), але в наступному році він повернувся до колишньої назви. У 1979 році клуб брав участь у розіграші Кубку СРСР. У 1984 році клуб змінив свою назву на «Сурхан» (Термез). У Другій лізі команда виступала до 1991 року.
У 1992 році він дебютував в першому, після здобуття країною незалежності, розіграші чемпіонату серед команд Вищої ліги Узбекистану, але зайняв останнє 17-те місце і вилетів до Першої ліги. Через рік клуб повернувся до Вищої ліги. У 1994 році змінив назву на «АСК» Термез, але в 1997 році він повернувся до своєї колишньої назви. У 2004 році «Сурхан» (Термез) набрав 23 очки, але був оштрафований шляхом зняття 3 очок в турнірній таблиці за несплату членського внеску за участь у вищій лізі в ФФУз, і в підсумку посів передостаннє 13-те місце та вилетів до Першої ліги. У 2009 році команда змінила свою назву на «Динамо-Хамкор» (Термез), посіла 8-ме місце в турнірній таблиці, але в 2010 році клуб не брав участі в розіграші чемпіонату. У 2011 році в ФК «Термез» повернувся до участі в Першій лізі. У 2012 році команда повернула собі історичну назву «Сурхан» (Термез), а в 2013 році посіли 10-те місце в західній групі Першої ліги і вилетів до Другої ліги.

## Досягнення
- Чемпіонат Узбекистану
  - 9-те місце (3): 2000, 2002, 2003

- Перша ліга Узбекистану
  -  Срібний призер (1): 1993

- Кубок Узбекистану:
  - 1/2 фіналу (1): 2002/03

## Відомі гравці
- / Равшан Бозоров
- / Володимир Грищенко
- / Абдусамат Дурмонов
- / Рустам Дурмонов
- / Юрій Саркісян
- Олександр Саюн

## Тренери
…
- 1974:  Віктор Тихонов
- 1975:  Яков Аранович

…
- 1979:  Віктор Тихонов

…
- 1987—1990:  Теймураз Габаєв
- 1991:  Мунір Саліхов
- 1992:  Батир Кошкенбаєв

…
- 1996–05.1996:  Батир Кошкенбаєв
- 05.1996–09.1996:  Володимир Жуковський
- 1997–05.1997:  Тагаймурад Хошбаков

…
- 1998–07.1998:  Тулиаган Ісаков
- 07.1998–1998:  Батир Кошкенбаєв
- 1999:  Бірадар Абдураїмов

…
- 2010:  Равшан Дурманов
- 2011:  Фуркат Мустафакулов

…
- 2013–…:  Батир Кошкенбаєв